# Ecnomus vahasaba
Ecnomus vahasaba är en nattsländeart som beskrevs av Schmid 1958. Ecnomus vahasaba ingår i släktet Ecnomus och familjen trattnattsländor. Inga underarter finns listade i Catalogue of Life.